# Antillopsyche digitus
Antillopsyche digitus is een fossiele soort schietmot uit de familie Dipseudopsidae.